# Berni Tamames
Bernardino Tamames Alonso, (nacido el 15 de agosto de 1973 en Lérida, Cataluña) es un jugador de baloncesto español. Con 2.06 metros de estatura, jugaba en la posición de ala-pívot. Formado en las categorías inferiores del FC Barcelona, gana una liga con el equipo catalán. Tras asentarse en varios equipos de la liga ACB, en el año 2001 ficha una vez iniciada la temporada por el equipo de su ciudad natal, donde acaba convirtiéndose un ídolo y un ejemplo de entrega a unos colores, tras seis temporada en Lérida se retira, y el equipo le retira la camiseta

## Trayectoria deportiva
- FC Barcelona. Categorías inferiores
- 1994-95 FC Barcelona
- 1995-96 Festina Andorra
- 1996-00 CB Gran Canaria
- 2000-01 Caja San Fernando
- 2001-07 Lleida Bàsquet